# Protea effusa
Protea effusa är en tvåhjärtbladig växtart som beskrevs av Ernst Meyer och Meissn.. Protea effusa ingår i släktet Protea och familjen Proteaceae. Inga underarter finns listade i Catalogue of Life.